# Humphrey Campbell
Humphrey Campbell (Surinam, 26 de febrero de 1958-25 de marzo de 2024) fue un cantante y productor holandés, conocido por su participación en el Festival de la Canción de Eurovisión 1992.

## Inicios
Campbell emigró a los Países Bajos en 1973, y más tarde estudió y enseñó en el conservatorio de Hilversum. Adquirió experiencia en musicales trabajando con artistas como Denise Jannah y Madeline Bell.

## Festival de Eurovisión
Campbell tomó parte en la preselección holandesa para elegir representante en el Festival de Eurovisión de 1992, con su canción "Wijs me de weg" (“Enséñame el camino”) que fue elegida entre doce participantes como representante en el Festival de la Canción de Eurovisión 1992, celebrado en Malmö, Suecia el 9 de mayo. Donde actuó en última posición de veintitrés participantes junto a los hermanos Carlo y Ben, Campbell acabó la noche en novena posición. En Malmö hicieron los coros a Campbell, Ruth Jacott, a quien al año siguiente Campbell devolvió el favor haciendo los coros a Jacott cuando esta representó a los Países Bajos en el Festival de la Canción de Eurovisión 1993.  Campbell y Jacott serían después pareja.

## Carrera posterior
Tras su aparición en Eurovisión, Campbell se concentró en su carrera como productor, aunque en 1997, bajo el nombre de CC Campbell, con los hermanos Carlo y Charles, lanzó el álbum, Souls in Harmony. No fue un éxito, y volvió a la producción. Campbell ha trabajado con artistas como Judith Jobse y Rob de Nijs, así como continuó trabajando con Jacott.

## Muerte
Campbell murió el 25 de marzo de 2024 de cáncer, a la edad de 66 años. Puso su cuerpo a disposición de la ciencia.